# ISU-Grand-Prix-Serie 2017/18
Die ISU-Grand-Prix-Serie 2017/18 war eine Serie von Eiskunstlaufwettbewerben, die vom 20. Oktober bis zum 10. Dezember 2017 von der Internationalen Eislaufunion veranstaltet wurden. Entscheidungen fanden in den Eiskunstlauf-Disziplinen Einzellauf der Herren, Einzellauf der Damen, Paarlauf und Eistanz statt.
Die Teilnehmer errangen gemäß ihren Platzierungen bei den Wettbewerben Punkte. Die sechs punktbesten Teilnehmer jeder Disziplin qualifizierten sich für das Grand-Prix-Finale in Nagoya.

## Termine
| Veranstaltung            | Austragungsort | Datum                |
| ------------------------ | -------------- | -------------------- |
| Rostelecom Cup           | Moskau         | 20. bis 22. Oktober  |
| Skate Canada             | Regina         | 27. bis 29. Oktober  |
| Cup of China             | Peking         | 3. bis 5. November   |
| NHK Trophy               | Osaka          | 10. bis 12. November |
| Internationaux de France | Grenoble       | 17. bis 19. November |
| Skate America            | Lake Placid    | 24. bis 26. November |
| Grand-Prix-Finale        | Nagoya         | 7. bis 10. Dezember  |

## Ergebnisse
| Veranstaltung  | Disziplin | Gold                                   | Silber                               | Bronze                              |
| -------------- | --------- | -------------------------------------- | ------------------------------------ | ----------------------------------- |
| Rostelecom Cup | Herren    | Nathan Chen                            | Yuzuru Hanyū                         | Michail Koljada                     |
| Rostelecom Cup | Damen     | Jewgenija Medwedewa                    | Carolina Kostner                     | Wakaba Higuchi                      |
| Rostelecom Cup | Paare     | Jewgenija Tarassowa / Wladimir Morosow | Xenija Stolbowa / Fjodor Klimow      | Kristina Astachowa / Alexei Rogonow |
| Rostelecom Cup | Eistanzen | Maia Shibutani / Alex Shibutani        | Jekaterina Bobrowa / Dmitri Solowjow | Alexandra Stepanowa / Iwan Bukin    |

| Veranstaltung | Disziplin | Gold                          | Silber                          | Bronze                            |
| ------------- | --------- | ----------------------------- | ------------------------------- | --------------------------------- |
| Skate Canada  | Herren    | Shōma Uno                     | Jason Brown                     | Alexander Samarin                 |
| Skate Canada  | Damen     | Kaetlyn Osmond                | Marija Sotskowa                 | Ashley Wagner                     |
| Skate Canada  | Paare     | Meagan Duhamel / Eric Radford | Aljona Savchenko / Bruno Massot | Vanessa James / Morgan Ciprès     |
| Skate Canada  | Eistanzen | Tessa Virtue / Scott Moir     | Kaitlyn Weaver / Andrew Poje    | Madison Hubbell / Zachary Donohue |

| Veranstaltung | Disziplin | Gold                                    | Silber                     | Bronze                                  |
| ------------- | --------- | --------------------------------------- | -------------------------- | --------------------------------------- |
| Cup of China  | Herren    | Michail Koljada                         | Jin Boyang                 | Max Aaron                               |
| Cup of China  | Damen     | Alina Sagitowa                          | Wakaba Higuchi             | Jelena Radionowa                        |
| Cup of China  | Paare     | Sui Wenjing / Han Cong                  | Yu Xiaoyu / Zhang Hao      | Kirsten Moore-Towers / Michael Marinaro |
| Cup of China  | Eistanzen | Gabriella Papadakis / Guillaume Cizeron | Madison Chock / Evan Bates | Jekaterina Bobrowa / Dmitri Solowjow    |

| Veranstaltung | Disziplin | Gold                      | Silber                            | Bronze                              |
| ------------- | --------- | ------------------------- | --------------------------------- | ----------------------------------- |
| NHK Trophy    | Herren    | Sergei Woronow            | Adam Rippon                       | Oleksij Bytschenko                  |
| NHK Trophy    | Damen     | Jewgenija Medwedewa       | Carolina Kostner                  | Polina Zurskaja                     |
| NHK Trophy    | Paare     | Sui Wenjing / Han Cong    | Xenija Stolbowa / Fjodor Klimow   | Kristina Astachowa / Alexei Rogonow |
| NHK Trophy    | Eistanzen | Tessa Virtue / Scott Moir | Madison Hubbell / Zachary Donohue | Anna Cappellini / Luca Lanotte      |

| Veranstaltung            | Disziplin | Gold                                    | Silber                        | Bronze                               |
| ------------------------ | --------- | --------------------------------------- | ----------------------------- | ------------------------------------ |
| Internationaux de France | Herren    | Javier Fernández                        | Shōma Uno                     | Misha Ge                             |
| Internationaux de France | Damen     | Alina Sagitowa                          | Marija Sotskowa               | Kaetlyn Osmond                       |
| Internationaux de France | Paare     | Jewgenija Tarassowa / Wladimir Morosow  | Vanessa James / Morgan Ciprès | Nicole Della Monica / Matteo Guarise |
| Internationaux de France | Eistanzen | Gabriella Papadakis / Guillaume Cizeron | Madison Chock / Evan Bates    | Alexandra Stepanowa / Iwan Bukin     |

| Veranstaltung | Disziplin | Gold                            | Silber                         | Bronze                                |
| ------------- | --------- | ------------------------------- | ------------------------------ | ------------------------------------- |
| Skate America | Herren    | Nathan Chen                     | Adam Rippon                    | Sergei Woronow                        |
| Skate America | Damen     | Satoko Miyahara                 | Kaori Sakamoto                 | Bradie Tennell                        |
| Skate America | Paare     | Aljona Savchenko / Bruno Massot | Yu Xiaoyu / Zhang Hao          | Meagan Duhamel / Eric Radford         |
| Skate America | Eistanzen | Maia Shibutani / Alex Shibutani | Anna Cappellini / Luca Lanotte | Wiktorija Sinizina / Nikita Kazalapow |

| Veranstaltung     | Disziplin | Gold                                    | Silber                    | Bronze                          |
| ----------------- | --------- | --------------------------------------- | ------------------------- | ------------------------------- |
| Grand-Prix-Finale | Herren    | Nathan Chen                             | Shōma Uno                 | Michail Koljada                 |
| Grand-Prix-Finale | Damen     | Alina Sagitowa                          | Marija Sotskowa           | Kaetlyn Osmond                  |
| Grand-Prix-Finale | Paare     | Aljona Savchenko / Bruno Massot         | Sui Wenjing / Han Cong    | Meagan Duhamel / Eric Radford   |
| Grand-Prix-Finale | Eistanzen | Gabriella Papadakis / Guillaume Cizeron | Tessa Virtue / Scott Moir | Maia Shibutani / Alex Shibutani |